# Фокин, Владимир Иванович (Герой Советского Союза)
Владимир Иванович Фокин (1897—1943) — сержант Рабоче-крестьянской Красной Армии, участник Великой Отечественной войны, Герой Советского Союза (1943).

## Биография
Владимир Фокин родился 19 июля 1897 года в селе Большая Глушица (ныне — Большеглушицкий район Самарской области). После окончания четырёх классов школы работал в сельпо. В 1942 году Фокин был призван на службу в Рабоче-крестьянскую Красную Армию. С июля того же года — на фронтах Великой Отечественной войны.
К октябрю 1943 года сержант Владимир Фокин был наводчиком орудия 1178-го истребительно-противотанкового артиллерийского полка 60-й армии Центрального фронта. Отличился во время битвы за Днепр. 5-6 октября 1943 года расчёт Фокина переправился через Днепр в районе села Страхолесье Чернобыльского района Киевской области Украинской ССР и принял активное участие в боях за захват и удержание плацдарма на его западном берегу. На второй день боёв он лично подбил немецкий танк, сам был два раза ранен, но продолжал сражаться, прикрывая отход своих товарищей, пока не погиб. Похоронен в Страхолесье.
Указом Президиума Верховного Совета СССР от 17 октября 1943 года сержант Владимир Фокин посмертно был удостоен высокого звания Героя Советского Союза. Также был награждён орденом Ленина и рядом медалей.
В честь Фокина названы улицы в Большой Глушице и селе Рождествено Волжского района Самарской области.